# Cyclichthys spilostylus
Espèce
Cyclichthys spilostylus est une espèce de poissons tetraodontiformes.